# Monte-Carlo Beach
 (janvier 2012).
Le Monte-Carlo Beach est un prestigieux hôtel style Années 1930 situé à Roquebrune-Cap-Martin dans les Alpes-Maritimes (France). 
Cet établissement appartient au groupe Société des bains de mer de Monaco. Il fut construit en 1929 par l'architecte Roger Seassal et a été repensé en 2009 par India Mahdavi.

## Situation

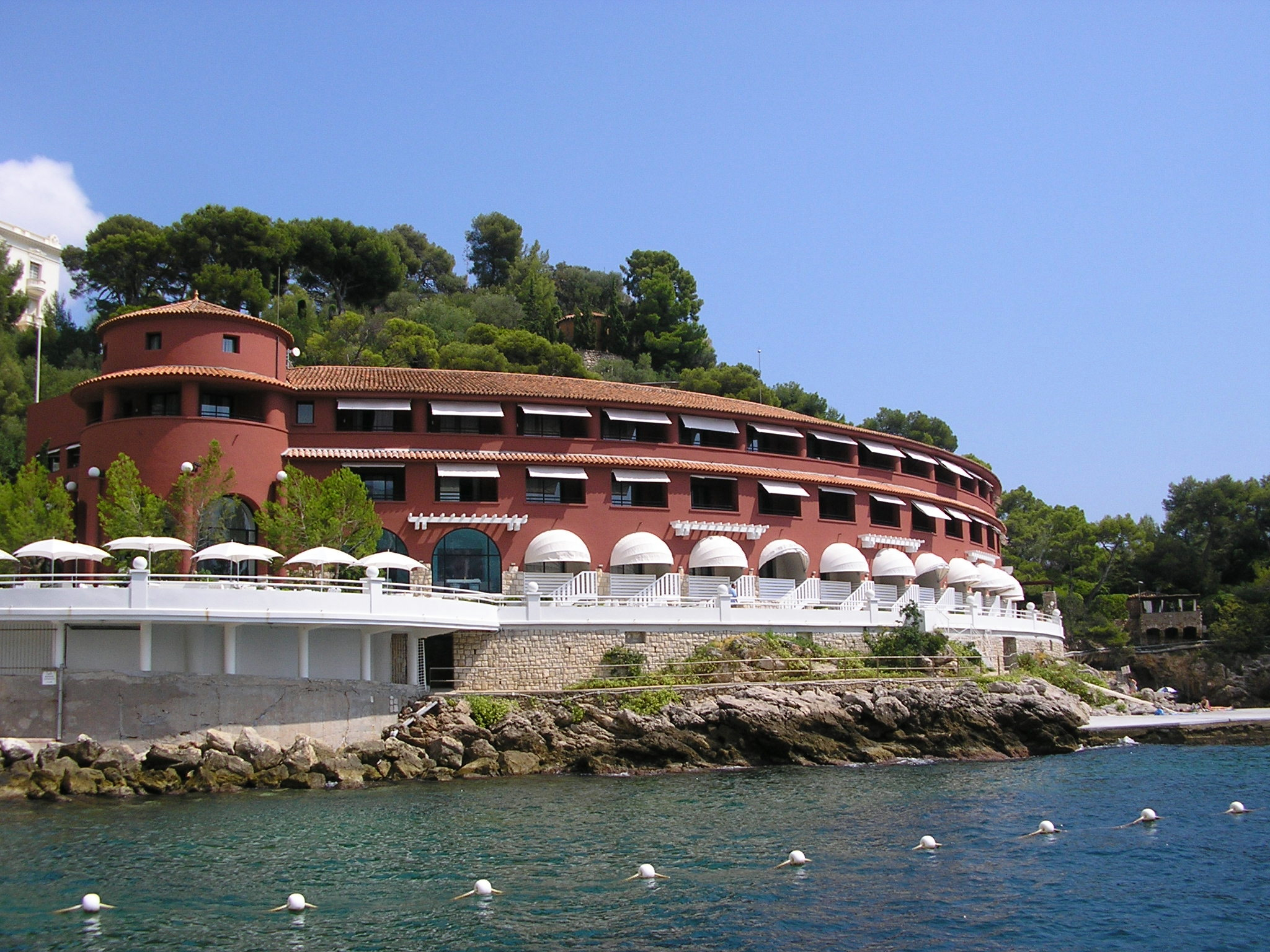
Vu de l'hôtel depuis la mer Méditerranée.

Surplombant la mer Méditerranée, et malgré son nom faisant référence au quartier monégasque de Monte-Carlo tout proche, celui-ci se trouve en territoire français, à 500 mètres de la frontière entre les deux pays.

## Histoire
Depuis 2009, le Monte-Carlo Beach est membre des Relais & Châteaux.

## Caractéristiques
- Le Monte-Carlo Beach appartient au groupe Société des Bains de Mer de Monaco (SBM)
- 40 chambres dont 14 suites
- Cinq restaurants : Le Deck, Elsa, Cabanas, Maona et La Vigie
- Une grande salle de réception : Le Deck (433 m2)
- Deux salles de réunion
- Un spa : le Monte-Carlo Beach SPA